# مقاطعة ثلاث باباجاني
مقاطعة ثلاث باباجاني (بالفارسية: شهرستان ثلاث باباجانی) هي إحدى مقاطعات محافظة كرمانشاه في إيران. كان عدد سكان المقاطعة سنة 2006 حوالي 37,056 نسمة.